# Музей Боманна
Музей Боманна (нем. Bomann-Museum) — краеведческий музей в Целле, расположенный в центре города. Занимает третье место по размерам фондов среди музеев земли Нижняя Саксония, в Германии.
Музей был открыт в 1892 году (во время празднования шестисотлетия города Целле) в здании на улице Бергштрассе под названием Музей Отечества. В 1898 году его первым директором стал местный предприниматель и краевед Вильгельм Боманн. При нём коллекция музея значительно расширилась за счёт новых собраний, посвящённых истории культуры и быта местных крестьян, местной истории и военной истории Ганновера. В 1903 году на собранные пожертвования Боманн начал строительство нового здания музея в центре города, напротив замка Целле, которое было открыто для посетителей в 1907 году. Автором проекта стал архитектор Альфред Сассе. В 1911 году во время своего визита в Целле музей посетил германский кайзер Вильгельм II. В 1928 году в честь своего первого директора музей был переименован в Музей Боманна.
Его преемник на посту директора Альберт Нойкирх регулярно проводил художественные выставки, посвящённые современному искусству. Во времена Третьего рейха здание музея не получило серьезных повреждений.
В 1949 году новым директором стал Дитер-Юрген Лайстер, значительно расширивший коллекцию оловянных и серебряных изделий и художественных предметов, а также проведший в помещение центральное отопление.
Только при его преемнике Франке Оттене, занявшим место директора в 1979 году, собрание музея снова стало расти, особенно в областях, посвященных местной индустриальной истории. Появилось новое удобное хранилище с реставрационными мастерскими в здании бывшей мукомольной фабрики. После переезда администрации на улицу Каландгассе в освободившемся пространстве была выставлена часть обширной коллекции текстиля.
В 1993 году в честь празднования столетнего юбилея со дня основания музея его здание было расширено. В том же году его новым директором стал Мийндерт Бертрам. При нём была улучшена экспозиция промышленной истории и открыт филиал в замке Целле. В 1995 году музейная коллекция была расширена за счёт художественного собрания, которое в 2006 году стало Музеем искусств в Целле.
С 2002 года по настоящее время должность директора музея занимает Йохен Майнерс. Он значительно улучшил собрание в филиале музея в замке Целле. С 2011 году в музее постоянно меняется экспозиция. Музей Боманна является одним из самых современных и крупных музеев культуры и истории в Нижней Саксонии. В собрание музея входят коллекции, посвящённые истории сельской культуры, городской жизни XIX века, городской и сельской одежде, раннеисторическому периоду, военной истории Ганновера, истории кораблестроения, истории промышленности, местной истории, военной истории 1866 года, коллекция миниатюр Тансей, современного искусства, коллекции Шлоттера и Райхельта.